# Aleksandar Cincar-Marković
Aleksandar Cincar-Marković (em sérvio: Александар Цинцар-Марковић; Belgrado, 1889 – Belgrado, 1947) foi um político da jugoslava e ministro dos negócios estrangeiros no início da segunda guerra mundial.
Em fevereiro de 1941, o Presidente do Conselho Dragiša Cvetković teve um encontro com Hitler para discutir a adesão da Jugoslávia para o Pacto Tripartite. A discussão acabou sem nada ter ficado decidido.
Depois de o Conselho da Coroa ter aprovado com dez votos a favor, três contra e cinco abstenções, Markovic, juntamente com o Presidente Dragiša Cvetković, foi a Viena para a assinatura oficial da adesão, que teve lugar em 25 de março de 1941.
Dois dias mais tarde, um golpe de estado foi orquestrado por um grupo de militares da força aérea jugoslava e da guarda real, liderados pelo brigadeiro-general Borivoje Mirković. O príncipe Paulo foi deposto e substituído pelo rei Pedro II de 17 anos.